# جوش كلاين
جوش كلاين (بالإنجليزية: Josh Kline)‏ هو لاعب كرة قدم أمريكية أمريكي، ولد في 29 ديسمبر 1989 في هوفمان استيتس في الولايات المتحدة.

## وصلات خارجية
- جوش كلاين على موقع مرجع كرة القدم المحترفة.كوم (الإنجليزية)